# CMT Crossroads
CMT Crossroads je televizijska serija, ki je izšla na kanalih Country Music Television in Palladia, v kateri ustvarjalci country glasbe sodelujejo z ustvarjalci drugega žanra glasbe. V vsaki epizodi CMT Crossroads skupaj sodelujeta različna ustvarjalca.

## Podatki o oddaji
V televizijski oddaji CMT Crossroads country glasbeniki in glasbeniki, ki izvajajo glasbo drugega žanra sodelujejo pri ustvarjanju glasbe. V vsaki epizodi CMT Crossroads skupaj sodelujeta različna ustvarjalca, ki se nista pojavila v prejšnji epizodi.
Serijo so prvič predvajali 13. januarja 2002, snemajo pa jo še danes.

## Bivši nastopajoči
- Lucinda Williams in Elvis Costello (13. januar 2002)
- Hank Williams Jr. in Kid Rock (17. februar 2002)
- Brooks & Dunn in ZZ Top (21. april 2002)
- Ryan Adams in Elton John (26. maj 2002)
- Willie Nelson in Sheryl Crow (16. junij 2002)
- Dixie Chicks in James Taylor (18. oktober 2002)
- Travis Tritt in Ray Charles (6. december 2002)
- Kenny Chesney in John Mellencamp (3. oktober 2003)
- Dolly Parton in Melissa Etheridge (28. november 2003)
- Martina McBride in Pat Benatar (12. december 2003)
- Emmylou Harris in Dave Matthews (9. januar 2004)
- Brad Paisley in John Mayer (14. maj 2004)
- Wynonna in Heart (9. julij 2004)
- Montgomery Gentry in Lynyrd Skynyrd (10. december 2004)
- Keith Urban in John Fogerty (19. februar 2005)
- Ronnie Milsap in Los Lonely Boys (17. junij 2005)
- Sugarland in Bon Jovi (16. september 2005)
- Kenny Rogers in Lionel Richie (26. november 2005)
- Lyle Lovett in Bonnie Raitt (11. februar 2006)
- Rosanne Cash in Steve Earle (15. september 2006)
- Little Big Town in Lindsey Buckingham (2. december 2006)
- Ricky Skaggs in Bruce Hornsby (24. februar 2007)
- Reba McEntire in Kelly Clarkson (24. junij 2007)
- Trisha Yearwood in Kenneth "Babyface" Edmonds (21. september 2007)
- LeAnn Rimes in Joss Stone (7. december 2007)
- Alison Krauss in Robert Plant (11. februar 2008)
- Sara Evans in Maroon 5 (9. maj 2008)
- Trace Adkins in 38 Special (24. september 2008)
- Taylor Swift in Def Leppard (8. november 2008)
- Shooter Jennings in Jamey Johnson (23. marec 2009)[1]
- Jason Aldean in Bryan Adams (26. junij 2009)[2]
- Zac Brown Band in Jimmy Buffett (19. marec 2010)
- Keith Urban in John Mayer (18. junij 2010)[3]
- Kenny Chesney in Steve Miller (9. julij 2010)
- Martina McBride in Train (20. november 2010)
- Faith Hill in The Pretenders (5. februar 2011)
- Luke Bryan in The Doobie Brothers (24. junij 2011)
- Vince Gill in Sting (25. november 2011)
- Carrie Underwood in Steven Tyler (4. februar 2012)
- Joe Walsh & Friends Kenny Chesney, Brad Paisley, Sara Evans, Luke Bryan, Hunter Hayes, Billy Gibbons in Joe Walsh (23. junij 2012)